# Christiane Blömeke

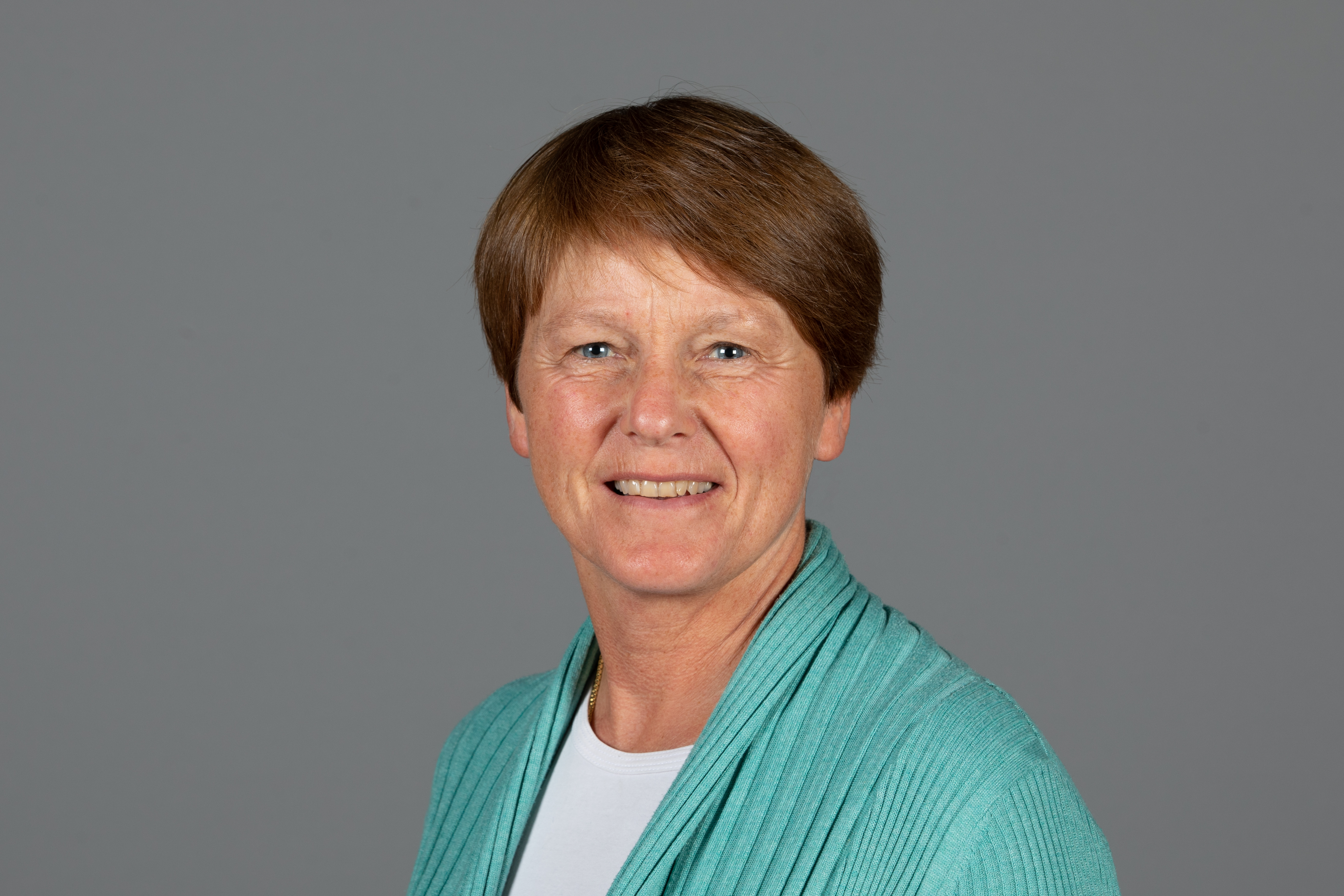
Christiane Blömeke (2018)

Christiane Bettina Angelika Blömeke (* 16. Februar 1960 in Hamburg) ist eine deutsche Politikerin der Partei Bündnis 90/Die Grünen Hamburg. Von März 2004 bis Februar 2020 war sie Mitglied der Hamburgischen Bürgerschaft.

## Leben
Christiane Blömeke legte ihr Abitur 1978 in Hamburg ab. Danach begann sie eine Ausbildung zur medizinisch-technischen Assistentin für Labor und Röntgen. An der Universität Rostock absolvierte sie bis 2000 ein Fernstudium im Bereich Umwelt und Bildung und arbeitet neben ihrer Abgeordnetentätigkeit als freie Referentin für Umweltbildung. Nach weiteren Zusatzausbildungen leitet sie auch Workshops und gibt Seminare im Bereich Kommunikationstraining und Veränderungscoaching. Ebenso ist Blömeke Mediatorin.
Blömeke ist verwitwet und hat drei Kinder, ihr Mann nahm sich 2008 wegen einer Depressionserkrankung das Leben. In diesem Zusammenhang fordert sie den Enttabuisierung des Themas Suizid in der Öffentlichkeit.

## Politik
Blömeke ist seit 1991 Mitglied der GAL (seit 2012 Bündnis 90/Die Grünen Hamburg) und war zunächst im Ortsausschuss des Stadtteils Walddörfer tätig. Von 1999 bis 2004 saß sie in der Bezirksversammlung Wandsbek. Hier war sie Fraktionsvorsitzende der Grünen Bezirksfraktion.
Mitglied der Hamburgischen Bürgerschaft war sie ab dem 17. März 2004. Bei ihrer ersten Wahlperiode zog sie über die Liste ein, seit Einführung des neuen Wahlrechtes wurde sie 2008 und 2011 jeweils in ihrem Wahlkreis Alstertal – Walddörfer direkt gewählt. Zudem saß sie in der 18. Wahlperiode (2004–2008) im Parlamentarischen Untersuchungsausschuss (PUA) „Geschlossene Unterbringung Feuerbergstraße“ und in der 20. Wahlperiode im Untersuchungsausschuss zum Tod des Kindes Yagmur.
Bei der Bürgerschaftswahl 2015 errang Blömeke erneut ein Direktmandat in ihrem Wahlkreis Alstertal – Walddörfer und war somit ab März 2015 Mitglied der 21. Hamburgischen Bürgerschaft. Sie war stellvertretende Vorsitzende ihrer Fraktion. Bei der Bürgerschaftswahl 2020 trat Blömeke nicht wieder an.
Blömeke saß seit ihrem Eintritt in das Parlament 2004 bis 2015 für die Grünen im Familien-, Kinder- und Jugendausschuss und war seit 2011 im Sportausschuss. Nach der Wahl 2015 wurde sie in der 21. Wahlperiode Vorsitzende des Gesundheitsausschusses und zuständig für die Fachbereiche Gesundheit, Pflege, Verbraucherschutz, Senioren, Tierschutz und Sport.